# حوثره بن سهیل
حوثره بن سهیل (انگلیسی: Hawthara ibn Suhayl; درگذشته ۷۵۰) فرمانروای مصر در دوران خلافت اموی بود.